# Anheuser-Busch
Anheuser-Busch este o companie din industria berii cu o cifră de afaceri de 15 miliarde USD și 24.000 de angajați.
Compania deține 12 fabrici de bere în SUA, 14 în China și una în Marea Britanie, și este renumită pentru mărcile Budweiser și Michelob.
În SUA, compania deține 48,5% din vânzările de bere (anul 2007).
Pe plan global, vânzările au fost în volum de 128,4 milioane barili (204,1 milioane hectolitri) în 2007.